# Adolf I Waldeck
Adolf I Waldeck-Schwalenberg (zm. 3 października 1270) – panował od 1228 do 1270, jako hrabia Waldeck.
Był jednym z dwóch synów Henryka I Waldeck-Schwalenberg i Heski z Dassel (zm. 25 lipca 1220). Rządził po śmierci ojca, wraz ze starszym bratem Wolkwinem III. Po śmierci swojego wuja, Hermana von Waldeck w 1224, Adolf odziedziczył całe hrabstwo Waldeck.
To właśnie Adolf utworzył hrabstwo Waldeck. Założył wiele miast, w tym Sachsenhausen zbudował zamek w Eisenberg. Pisemna wzmianka o założeniu Rhoden znajduje się w dokumencie Adolfa I z 1237 roku. Prawdopodobnie założył również miasto Freienhagen. Ponadto otoczył murami miasto Korbach, a w powiecie Corvey założył takie miasta jak Mengeringhausen, Sachsenberg i Furstenberg (obecnie dzielnice Lichtenfels (Hesja)).
Wraz z bratem Wolkwinem założył klasztor w Marienthal.
Nieliczne dokumenty z tamtych czasów dowodzą, że prowadził liczne wojny z sąsiednimi księstwami. W Turyngii, podczas wojny o sukcesję, popierał Henryka I landgrafa Hesji, w jego walce z opactwami w Corvey i biskupem Paderborn, którzy dążyli do supremacji Hesji Północnej graniczącej z Westfalią.
Był zwolennikiem króla Wilhelma z Holandii i był królewskim namiestnikiem w Westfalii. Sprzymierzył się z hrabią Julich i wziął udział w 1267 w bitwie pod Zülpich.
Ze względu na jego spory z biskupem Paderborn, został wygnany.

## Małżeństwa i dzieci
∞ 1). Zofia (zm. 1254)
- Henryk III (zm. 1267)
- Widukind (zm. 18 listopada 1269), biskup Osnabrück w latach 1265-1269

∞ 2). Ethelinda Lippe (zm. 1273), córka Hermana II Lippe

## Literatura
- U. Bockshammer, Ältere Territorialgesch, der Gft. W., 1958 – W. LK, hg. B. Martin-R. Wetekam, 1971.